# 下诺夫哥罗德-苏兹达尔大公国
下诺夫哥罗德-苏兹达尔大公国是一个由东斯拉夫民族建立的公国，該國成立于1341 年。境內的主要城鎮有下诺夫哥罗德、苏兹达尔、戈羅霍韋茨、戈罗杰茨 。